# Swiss Leaks
Swiss Leaks (nebo SwissLeaks) je pojmenování novinářského vyšetřování zveřejněném v únoru 2015 o systému daňových úniků, na kterých se podílela švýcarská pobočka britské banky HSBC. Svým klientům banka umožňovala obcházet daňové povinnosti, čehož využili například pilot Formule 1 Fernando Alonso, modelka Elle MacPherson, fotbalista Diego Forlán nebo motocyklový závodník Valentino Rossi, dále také drogoví dealeři, obchodníci s krvavými diamanty, králové Jordánska či Maroka a řada dalších významných osobností.
Celkem unikly informace o 106 000 klientech s celkovými vklady přes $100 miliard v objemu 3,3 Gigabytu.
| Panama Papers    | 2016 | 2,6 TB |
| Paradise Papers  | 2017 | 1,4 TB |
| Offshore Leaks   | 2013 | 260 GB |
| Luxembourg Leaks | 2014 | 4,4 GB |
| Swiss Leaks      | 2015 | 3,3 GB |
| Wikileaks        | 2010 | 1,7 GB |

## Příčiny problému
Je řada legitimních důvodů, proč mít otevřený bankovní účet ve Švýcarsku, v některých případech ovšem lidé využívali bankovního tajemství, aby skryli nepřiznané výdělky. Podle uniklých dokumentů ovšem zaměstnanci HSBC přímo kontaktovali vlastníky účtů, aby jim pomohli skrýt jejich výdělky, často v rámci offshorových struktur v Panamě nebo na Britských Panenských ostrovech. Vyhýbali se tak evropské direktivě o úsporách, která vešla v platnost v roce 2005.
V roce 1999 HSBC koupilo Republic National Bank of New York a Safra Republic Holdings SA. Tato švýcarská privátní bankovní skupina se předtím věnovala jiné klientele než HSBC a měla zcela jinou firemní kulturu, do HSBC se ovšem plně neintegrovala a zachovala si řadu odlišných standardů.
V reakci na únik dat HSBC redukovala svou klientskou základnu o 70 %. Přijala také reformy, které se „zásadně liší“ od těch před rokem 2011. V roce 2007 spravovala švýcarská pobočka 30 412 účtů (celkem kolem £78 miliard), koncem roku 2014 jich bylo už jen 10 343 (asi £45 miliard).
Banka čelí obvinění ve Spojených státech, Francii, Belgii a Argentině, nikoli však ve Spojeném království, kde se nachází hlavní sídlo firmy.

## Osobnosti
Uniklé soubory se týkaly 106 000 klientů a více než $100 miliard. Mezi nimi byli například:
- Fernando Alonso, španělský pilot Formule 1
- Elle MacPherson, australská modelka
- Diego Forlán, uruguayský fotbalista
- Christian Slater, americký herec
- Valentino Rossi, italský motocyklový závodník
- Phil Collins, britský zpěvák
- Horacio Cartes, prezident Paraguaye
- Mohamed VI., král Maroka
- Abdulláh II., král Jordánska
- rodina Swarovski

Ke klientům dále patřil Jeffrey Tesler, který byl ve Spojených státech odsouzen za uplácení nigerijské vlády $132 miliony, aby vyhrál miliardové zakázky. Soubory odhalily, že používal účty své rodiny u HSBC jako prostředníky pro posílání úplatků a že bankéři věděli, že Tesler byl vyšetřován, nicméně neuzavřeli jeho účty.
Emmanuel Shallop byl odsouzen na šest let za dovážení nepovolených angolských krvavých diamantů. Shallop údajně jednal i s rebely v Sierra Leone. Na jeho účtě u HSBC byly téměř £2 miliony, jeho konexe na konfliktní diamanty byla přitom známa již od roku 2001.
Účty u HSBC měla také řada východoevropských bankéřů včetně Vladimíra Antonova, který čelí obvinění za vyplenění £400 milionů z litevské banky Snoras. Téměř $4 miliony byly na účtech společností prominentního řeckého businessmana Lavrentise Lavrentiadise, které sídlí na Bahamách a na ostrově Niue. Lavrentiadis údajně vyvedl půjčky z řecké banky Proton a pokusil se o vraždu svého společníka umístěním bomby do květináče.
Mezi klienty se řadí i španělský lékař Eufemanio Fuentes. Jeho offshorový podnik Codes Holding Ltd měl v roce 2006 v bance přes £200 000, přitom už v roce 2004 byl Fuentes jmenován ve skupině lékařů, kteří údajně poskytovali cyklistům zakázané opětovné krevní transfúze. K této praktice se v roce 2013 přiznal také Lance Armstrong. Fuentes byl v roce 2006 prohledán a následně odsouzen kvůli dopingu právě skrze firmu Codes Holding.
Účty používalo také 91 Čechů v celkové hodnotě zůstatků téměř $14 milionů, což Českou republiku řadí na 106. místo.
| 1. | Švýcarsko          | 11 235 |
| 2. | Francie            | 9 187  |
| 3. | Spojené království | 8 844  |
| 4. | Brazílie           | 8 667  |
| 5. | Itálie             | 7 499  |

| 1. | Švýcarsko          | $31,2 miliard |
| 2. | Spojené království | $21,7 miliard |
| 3. | Venezuela          | $14,8 miliard |
| 4. | Spojené státy      | $13,4 miliard |
| 5. | Itálie             | $12,5 miliard |

## Únik dat
Zdrojem uniklých dat byl Herve Falciani, francouzsko-italský občan, který pro banku HSBC Private Bank Suisse pracoval přes deset let jako počítačový analytik. Podle svých slov byl rozčarován z praktik používaných v bance, následně začal v roce 2007 stahovat interní data o jménech klientů, korespondenci a vkladech. Podle švýcarských úřadů jednal sám, dle svých slov spolupracovat s kolegy. Celkově získal data o více než 100 000 klientech HSBC v celkovém objemu 3,3 Gigabytů.
Falciani tvrdí, že byl v roce 2007 unesen izraelskými tajnými službami, které hledali informace o libanonském Hizballáhu. V prosinci 2008 byl zadržen švýcarskou policií za krádež dat, následně byl hodiny vyslýchán a propuštěn pod podmínkou, že se příští den vrátí k dalšímu výslechu. Falciani však uprchl do Francie, kde data postahoval ze vzdálených serverů. Ta se údajně pokusil prodat v Bejrútu, podle svých slov se tím snažil na problémy upozornit a spustit vyšetřování.
Následně Falciani předal osm DVD disků s daty francouzským úřadům, spolupracoval na jejich rozklíčování a získal si ochranu před vydáním do Švýcarska. Z obav o svůj život odjel do Španělska, kde byl zatčen a držen po dobu pěti měsíců. Španělské úřady ho odmítly vydat k trestnímu stíhání a Falciani se mohl vrátit do Francie.
V době, kdy Falciani předal údaje francouzským úřadům, byla francouzskou ministryní financí Christine Lagarde, pozdější ředitelka Mezinárodního měnového fondu. V době hospodářské krize Lagarde rozeslala seznam jmen evropským vládám, díky čemuž bylo seznamu přezdíváno „Lagarde List.“

## Mediální pokrytí
V lednu 2014 publikoval Le Monde první sérii článků o francouzském soudním vyšetřování, který se ovšem věnoval jen domácí problematice. Několik dní poté předala neznámá osoba paměťový disk se všemi dosud extrahovanými soubory recepci Le Monde. Aby byl případ vyšetřen přesně a objektivně, rozhodla se redakce spolupracovat s Mezinárodním konsorciem investigativních novinářů (ICIJ), se kterým v minulosti spolupracovali na případech Offshore Leaks a Luxembourg Leaks.
ICIJ shromáždila 154 novinářů ze 47 redakcí po celém světě – mezi nimi byli pracovníci britského The Guardian, německého Süddeutsche Zeitung a pořadu 60 Minutes americké televizní stanice CBS. Aféře dala krycí jméno „Voyager“ inspirováno seriálem Star Trek. Média aféru koordinovaně zveřejnila v neděli 8. února 2015 v 22 hodin SEČ.
V reakci na mediální pokrytí zastavila HSBC svou inzerci v The Guardian. V roce 2014 byla HSBC 46. největším inzerentem ve Spojeném království s celkovým objemem útraty £5,1 milionu. V souvislosti s kauzou rezignoval hlavní politický korespondent deníku The Daily Telegraph Peter Oborne, který plátek obvinil z „podvodu na svých čtenářích.“ Tvrdil, že deník úmyslně potlačoval články o aféře, aby si udržel významného inzerenta.

## Kontroverze ve Spojeném království
Zvláštní kontroverzi si kauza vyžádala ve Spojeném království. Britským úřadům byla data předána v dubnu 2010. V srpnu 2010 se premiér David Cameron sešel s předsedou HSBC Stephenem Greenem s cílem probrat ekonomické otázky. Na podzim tohoto roku byl pak Green navržen na ministra obchodu, kterým se stal začátkem roku 2011 po odchodu z HSBC. Ve funkci setrval až do roku 2013.
Už v únoru 2010 se s HSBC setkal Dave Harnett, ředitel britského daňového úřadu. Detaily ze setkání známy nejsou. V roce 2013 se půl roku po svém odchodu z úřadu stal konzultantem HSBC. Britské úřady identifikovaly 1100 z celkových 7000 britských klientů, kteří neměli v pořádku své daně, do roku 2015 byl však stíhán jen jeden člověk. Právě v HSBC sbíral v roce 2005 pracovní zkušenosti i Princ William.